# 致公堂

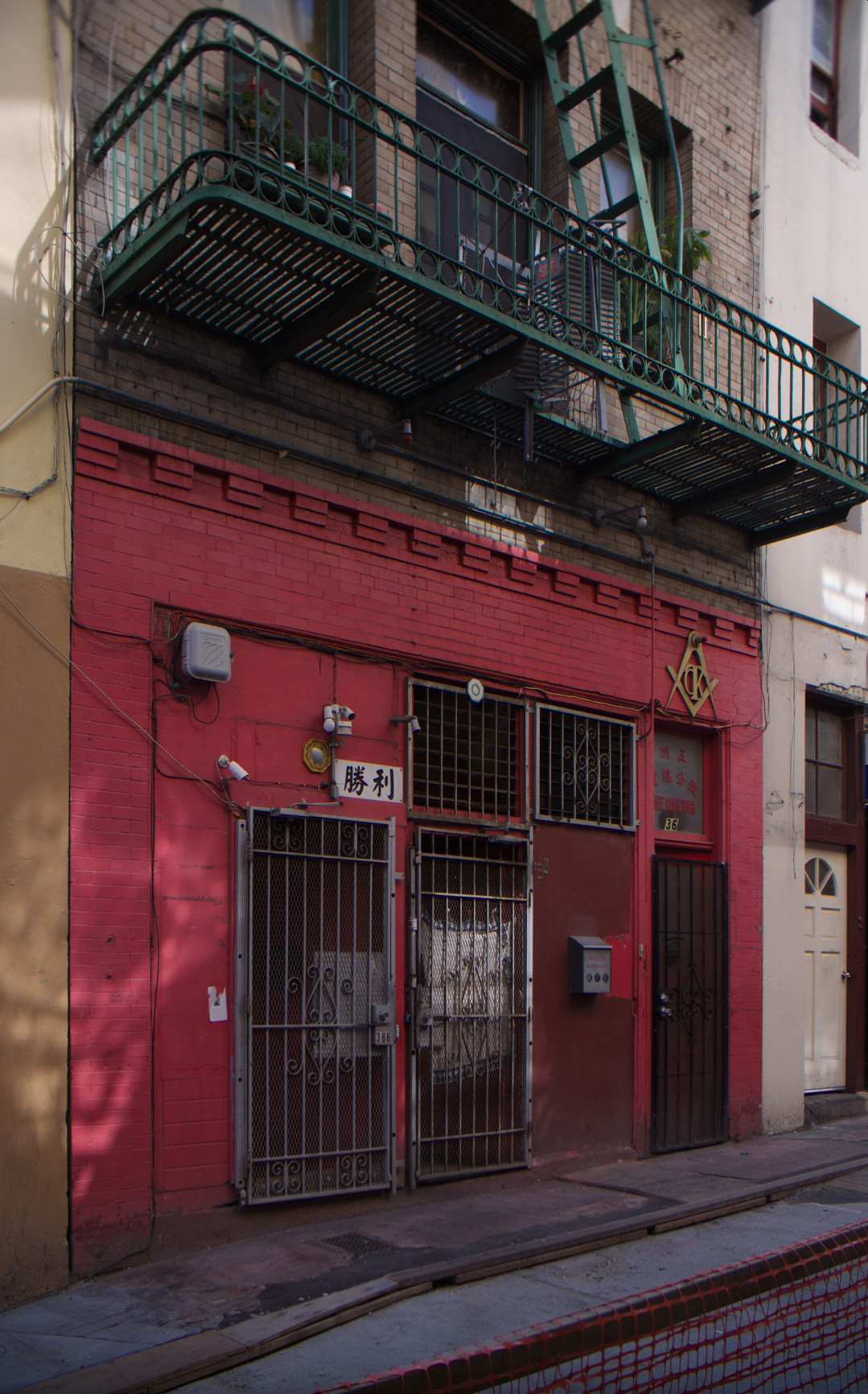
サンフランシスコのスポフォード・アレイにある致公堂の建物。孫文が仮住まいしたことでも知られる。

致公堂（ちこうどう、英: Chee Kung Tong あるいは Gee Kung Tong 、粤拼: zi3 gung1 tong4）は、1880年に結成され、現在も活動している中国の秘密結社である。この結社は、洪門 (Hongmen)、洪順堂 (Hongshuntang)、義興堂 (Yixingtang) など、さまざまな名前で識別されてきた。本部はアメリカ合衆国サンフランシスコに置かれ、初期には「中国のメーソン」という認識もあった。

## 歴史

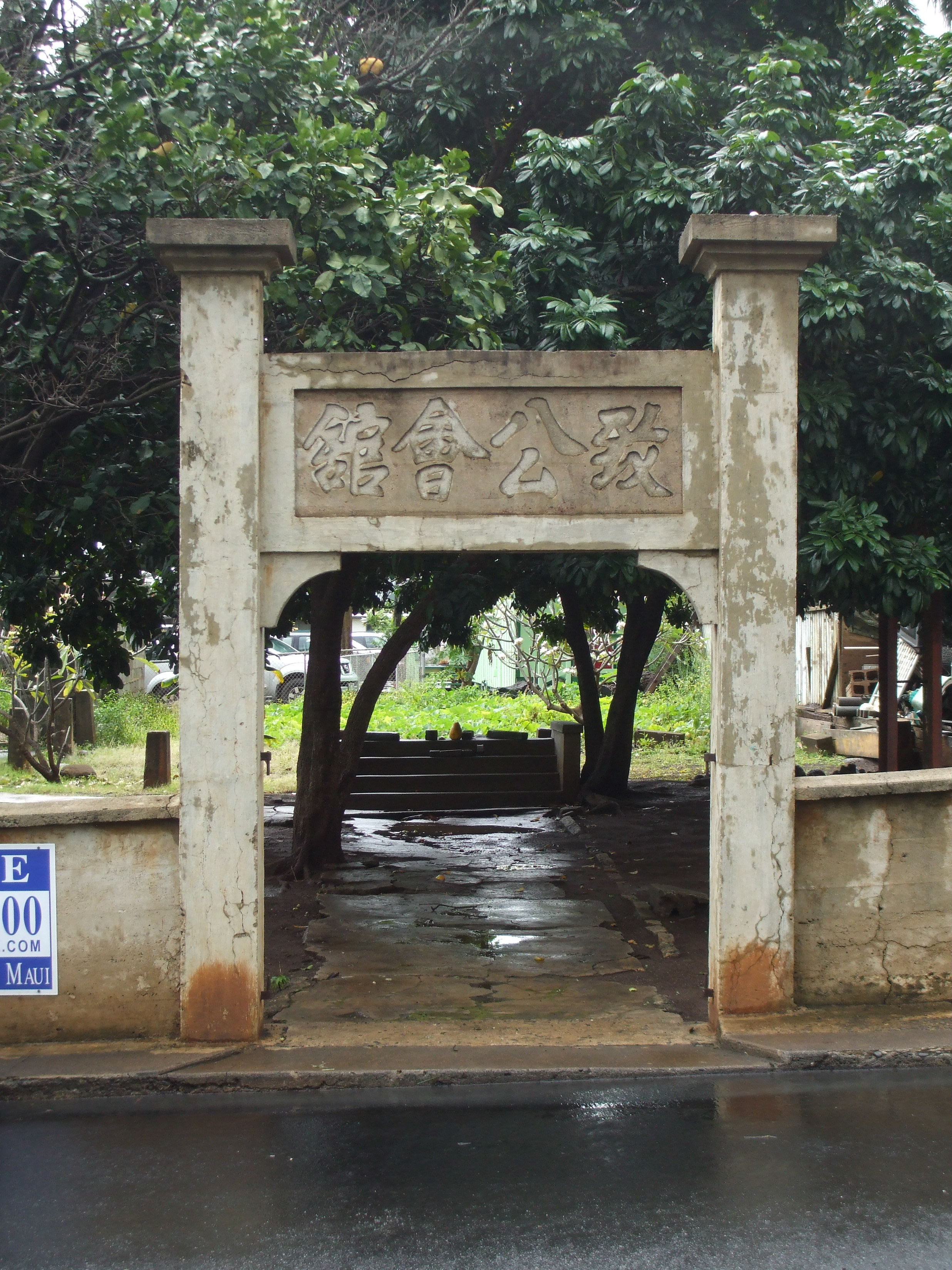
ハワイ・マウイ島のワイルクにあった致公会館の門。会館の建物は放置されて廃墟化し、1996年に崩壊した。

中国において義兄弟の結盟に根ざした「秘密結社」のネットワークは300年以上の歴史があるとされている。
致公堂も男性のみをメンバーとする友愛結社で、中国の価値観や習慣、民主主義の理想を促進することを目的とする団体として1880年に組織された。致公堂は、アメリカ合衆国において設立されたもっとも古い中国系団体とされている。
致公堂は、中華民国の国父とされる孫文への政治的支援で最もよく知られている。清王朝の満洲族支配者を打倒する運動を開始した孫文は、1904年にハワイで致公堂と会議を持った。この会議の目的は革命に向けて民族主義者の支持を集めることであった（孫文らの革命運動は、1911年に辛亥革命として結実する）。協会は、米国全土での孫文のキャンペーンも支援した。カリフォルニア州サンフランシスコのスポフォード・アレイ (Spoffard Alley) 36–38番地にある建物は、孫文が亡命中に仮住まいとして使われていた。